# Стукалов Костянтин Васильович
Костянтин Васильович Стукалов (15 вересня 1914, село Романья, тепер у складі міста Баку, Азербайджан — січень 1990, Київ) — радянський діяч, інженер, головний інженер та начальник об'єднання «Укрнафта».

## Життєпис
Народився в родині робітника-нафтовика. Закінчив семирічну школу та робітничий факультет у місті Баку.
У 1932—1938 роках — студент Азербайджанського нафтового інституту в Баку, здобув спеціальність інженера-геолога.
У 1937—1945 роках — геолог, старший геолог, старший інженер нафтових промислів тресту «Орджонікідзенафта» міста Баку Азербайджанської РСР.
Член ВКП(б) з 1940 року.
У 1945—1946 роках — заступник головного геолога тресту «Бориславнафта», старший геолог об'єднання «Укрнафта» в місті Бориславі Дрогобицької області.
У лютому 1946 — 1952 року — директор 9-го нафтопромислу тресту «Бориславнафта»; головний інженер об'єднання «Укрнафта».
У 1952 році — головний інженер та в.о. начальника нафтопромислового об'єднання «Укрнафта».
У 1952—1953 роках — начальник нафтопромислового об'єднання «Укрнафта».
До жовтня 1965 року — головний інженер Головного управління нафтової і газової промисловості Української ради народного господарства.
З жовтня 1965 року — 1-й заступник начальника Управління нафтодобувної промисловості при Раді міністрів Української РСР.
Потім працював головним інженером Управління нафтодобувної промисловості при Раді міністрів Української РСР.
Був персональним пенсіонером республіканського значення, проживав у Києві.
Помер на початку січня 1990 року в Києві.

## Звання
- молодший лейтенант

## Нагороди
- орден Трудового Червоного Прапора (23.01.1948)
- медаль «За оборону Кавказу»
- медаль «За перемогу над Німеччиною у Великій Вітчизняній війні 1941—1945 рр.»
- медалі
- Заслужений працівник промисловості Української РСР